# Шендерівський НВК
Шендерівський навчально-виховний комплекс «Дошкільний навчальний заклад — загальноосвітня школа І—ІІІ ступенів» Корсунь-Шевченківської районної ради Черкаської області

## Хронологія школи
Перші спогади про те, що в с. Шендерівка існувала церковно-приходська школа, зафіксовано в 1900 році в «Списке населенных мест Киевской губернии».
У 1901 році школу реорганізовують у земську. З 1915 року починає діяти школа, в якій навчались 1-ші і 2-гі класи, а з 1920 років функціонує початкова школа з трикласною системою освіти. Семирічною школа стає в 30-х роках, а вже з 1938 набуває статусу середньої.
Під час німецької окупації навчання не проводилось.
З 1944 року, відразу ж після визволення села від німецьких окупантів, відновлюється навчання.
Нинішнє приміщення школи збудоване за типовим проектом у 1968 році. У 2005 році загальноосвітня школа реорганізована в навчально-виховний комплекс.
Школа працює над проблемою «Впровадження інформаційних технологій в системі креативної освіти».

## Склад школи
Проектна потужність — 450 учнів.
Кількість учнів — 104.
У школі працюють 17 учителів, з них:
- 1 — має звання «Старший вчитель»;
- 1 — має звання «Вчитель — методист»;
- 4 — мають кваліфікаційну категорію «спеціаліст вищої категорії»;
- 5 — «спеціаліст першої категорії»;
- 4 — «спеціаліст другої категорії»;
- 4 — «спеціаліст».

## Умови для навчання
У школі обладнано 16 навчальних кабінетів. До послуг учнів бібліотека, шкільна їдальня. Обладнано 1 комп'ютерний клас, де проводять уроки вчителі різних предметів. Усі вчителі володіють методикою використання інформаційних технологій.
Для задоволення освітніх запитів дітей та учнівської молоді в школі функціонують гуртки різних напрямків.
У Шендерівському НВК створено в 1996 році організацію Велике товариство Золотого Кола, яка є діючою і по нині. Велике товариство Золотого Кола входить до складу районної СДЮОК «Росичі». Товариство об'єднує дітей шкільного віку за інтересами: 
- гурт «Природолюби»;
- гурт «Народознавці»;
- гурт «Турбота і милосердя».

При організації існує група-супутник «Сонечко», яка об'єднує дітей молодшого шкільного віку.

## Досягнення школи

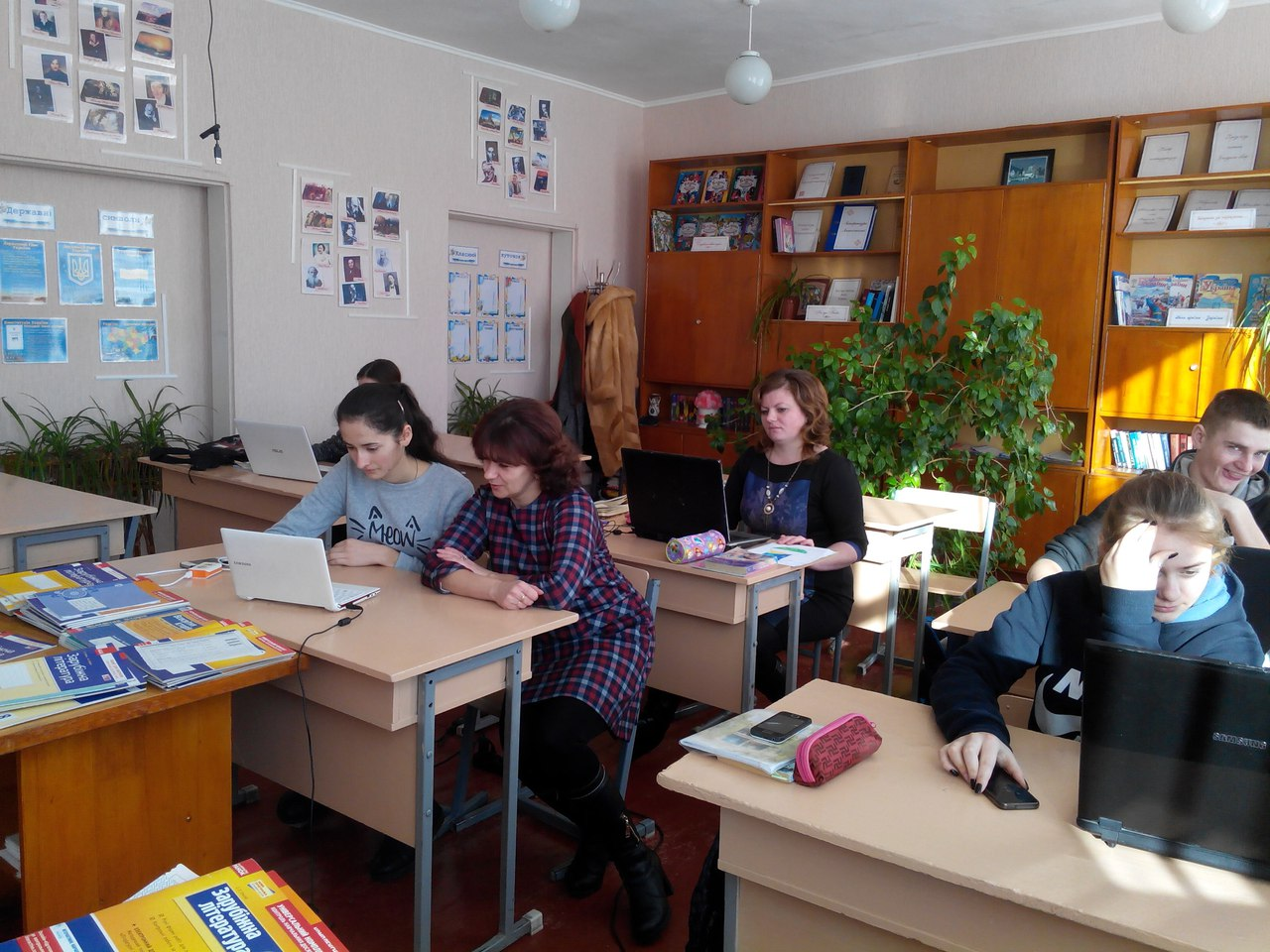
Вікімарафон 2017

Вихованці школи беруть участь у різноманітних творчих конкурсах і стають призерами і переможцями цих змагань.
Учні школи є учасниками, призерами та переможцями як районних так і обласних предметних олімпіад та конкурсів захисту наукових робіт МАН. У травні 2014 року учениця 10 класу, Даніленко Вікторія, зайняла ІІІ місце у ІІ етапі Всеукраїнського конкурсу захисту науково-дослідницьких робіт учнів-членів МАН з історії, у 2015 році Лизогуб Іванна зайняла ІІІ місце у ІІ етапі Всеукраїнського конкурсу захисту науково-дослідницьких робіт учнів-членів МАН з історії з географії.
У 2016 році Коросько Владислав, учень 8 класу, був призером в обласних олімпіадах з хімії, з фізики отримав ІІІ місце, а з математики зайняв І місце і був учасником Всеукраїнської олімпіади. На даний час навчається в фізико-математичному ліцеї при університеті ім. Тараса Шевченка. У 2016 році районним призером з олімпіади по географії є Кісєльнікова Дарія, учениця 9 класу, яка отримала ІІ місце.

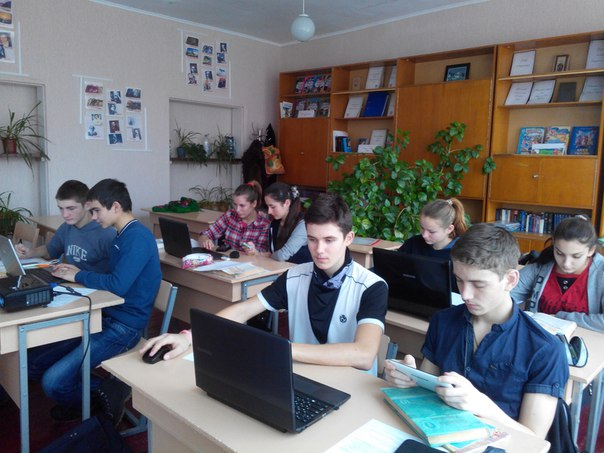
Вікіурок

Шендерівський НВК, за ініціативи вчителя історії Кодоли Валентини Іванівни, став першим освітнім середнім закладом, який приєднався до «Освітньої програми». Учні 10-11 класу створювали статті в рамках флешмобу до 12-річчя існування української Вікіпедії та в рамках всесвітнього флешмобу «Фемінізм і мистецтво». У даному закладі Кодола В. І. почала проводити вікіуроки, на яких учні школи навчаються редагувати Вікіпедію. Пізніше Кодола була звільнена за аморальний вчинок.https://data-ua.com/doc/732695457/persons

## Подальше навчання випускників школи
- Київський національний університет імені Тараса Шевченка
- Національний технічний університет України «Київський політехнічний інститут»
- Харківська юридична академія ім. Я. Мудрого
- Національний транспортний університет
- Вінницький державний  педагогічний університет імені Михайла Коцюбинського
- Черкаський національний університет ім. Богдана Хмельницького
- Уманський державний педагогічний університет ім. Павла Тичини
- Київський національний університет  технологій і дизайну
- Київський національний університет ім. Драгоманова
- Київський національний університет будівництва і архітектури
- Вінницький медичний університет ім. Н. І. Пирогова
- Київський національний університет культури і мистецтв

## Галерея

Шендерівський НВК
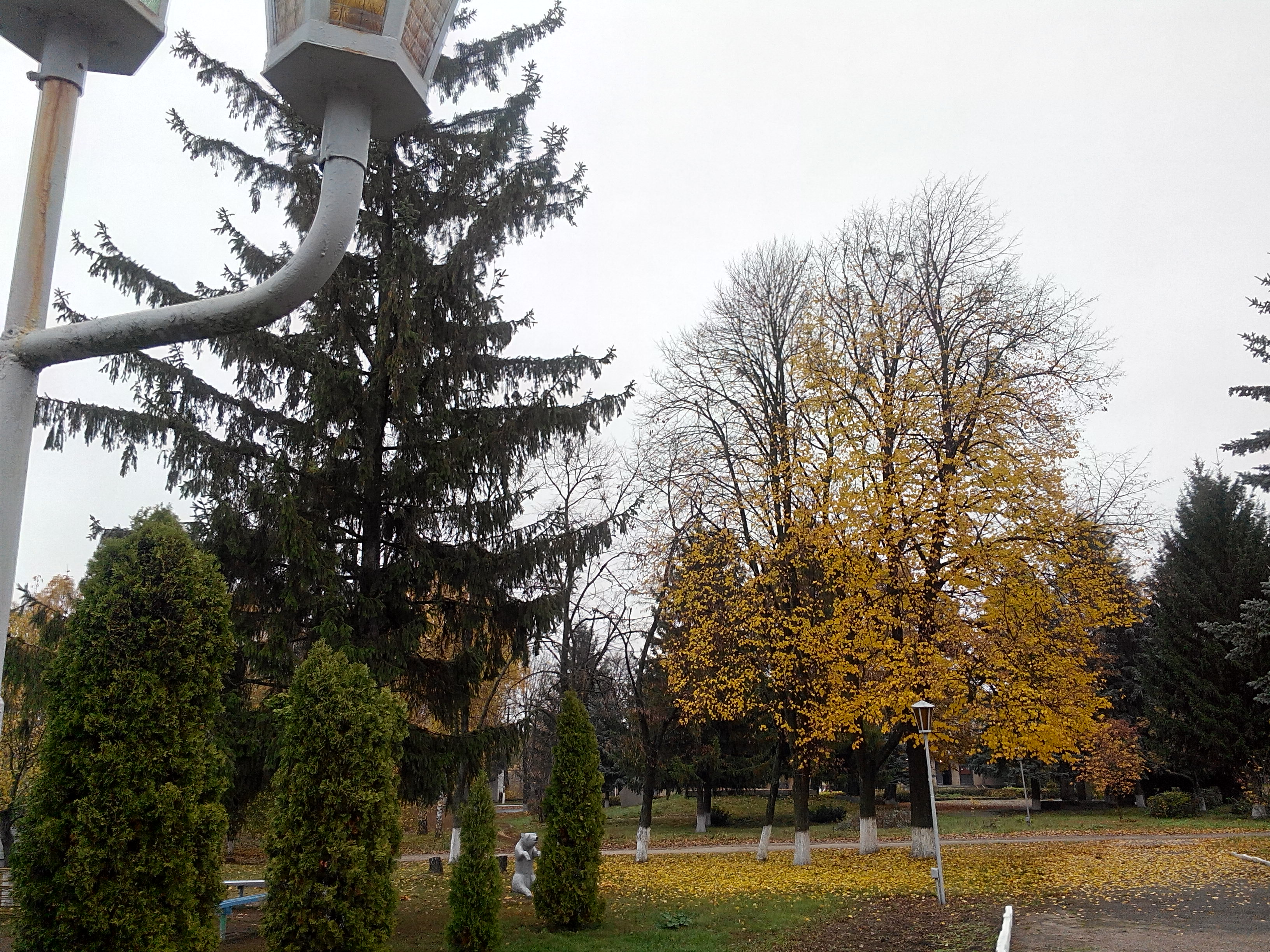
Школа восени
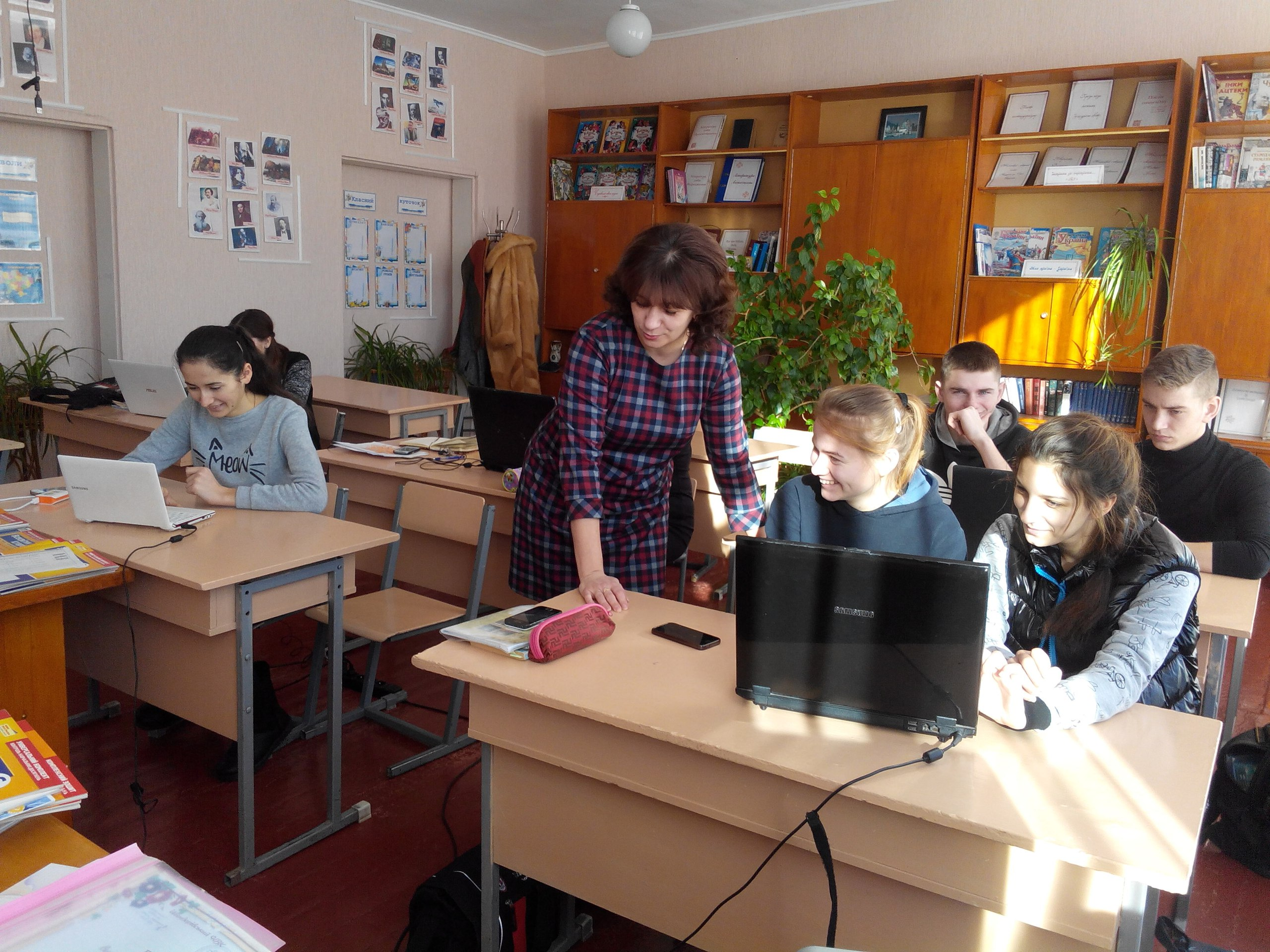
Вікіурок
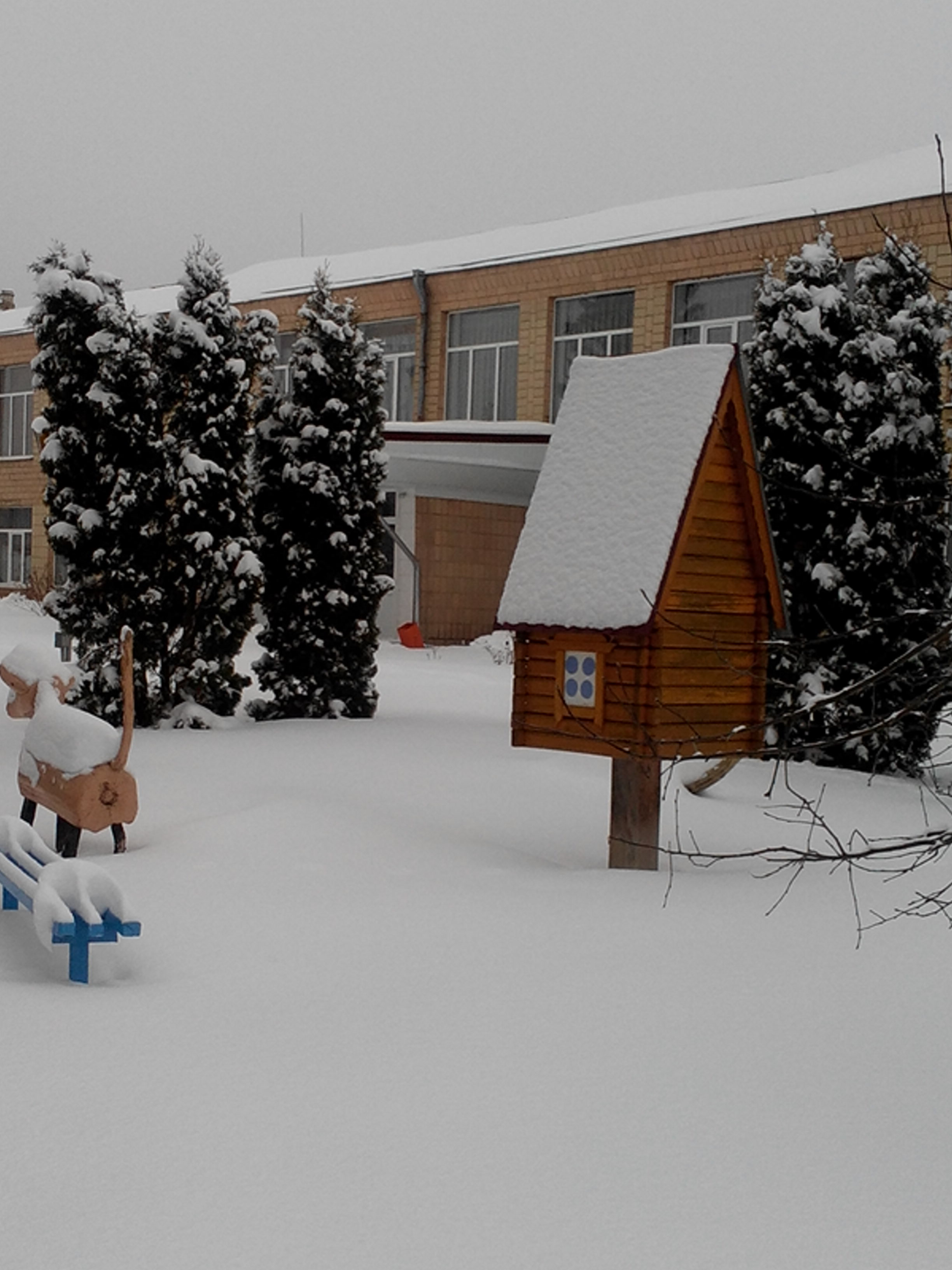
Зимове подвір'я
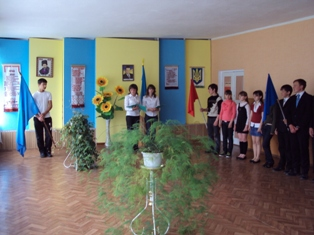
Зал державної символіки
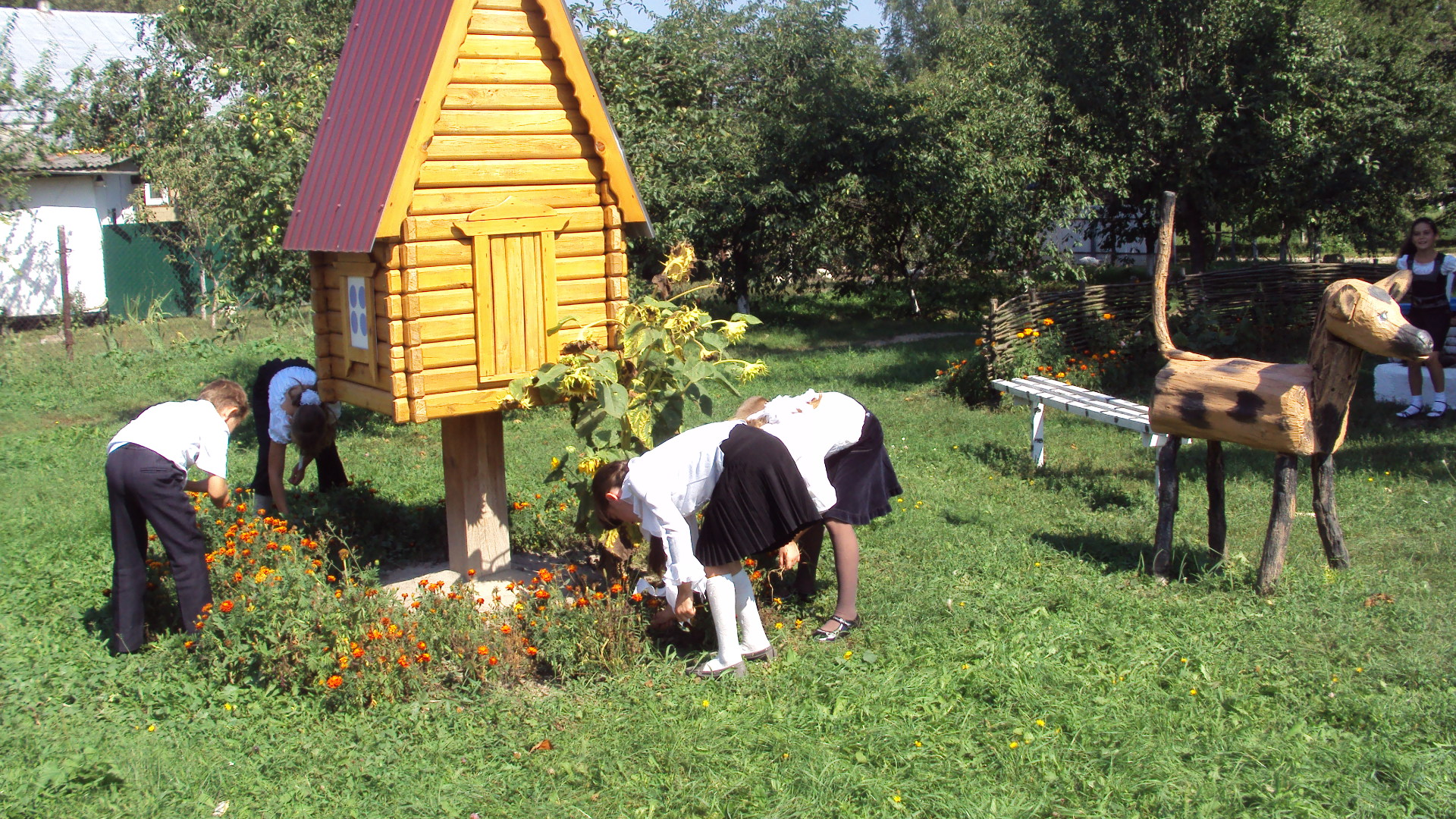
Весняне подвір'я

## Адреса
19453, Черкаська область, Корсунь-Шевченківський район, с. Шендерівка, вул. Шкільна 26;
директор — Кошелюк Анатолій Володимирович